# Sejk

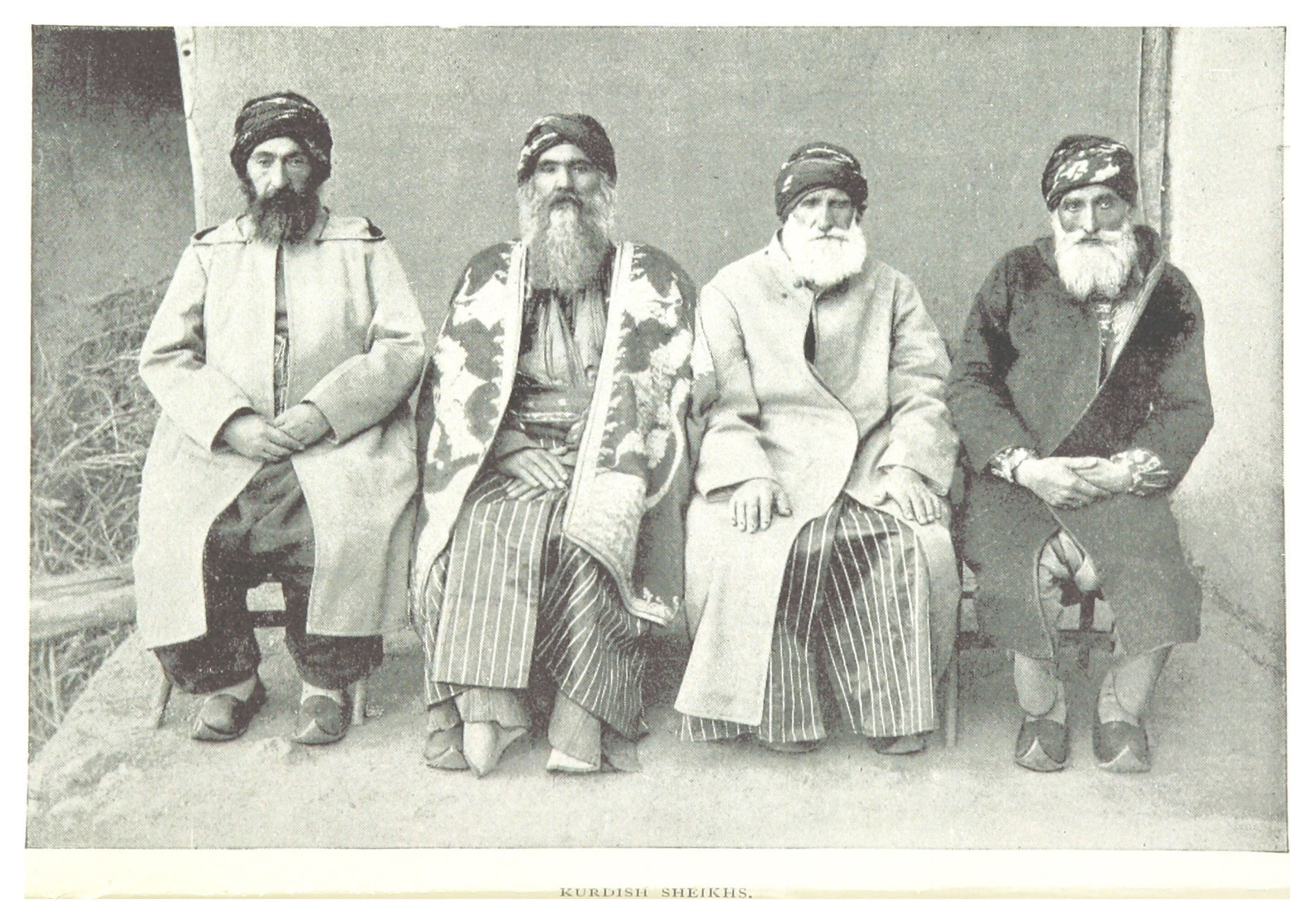
Kurd sejkek (1895)

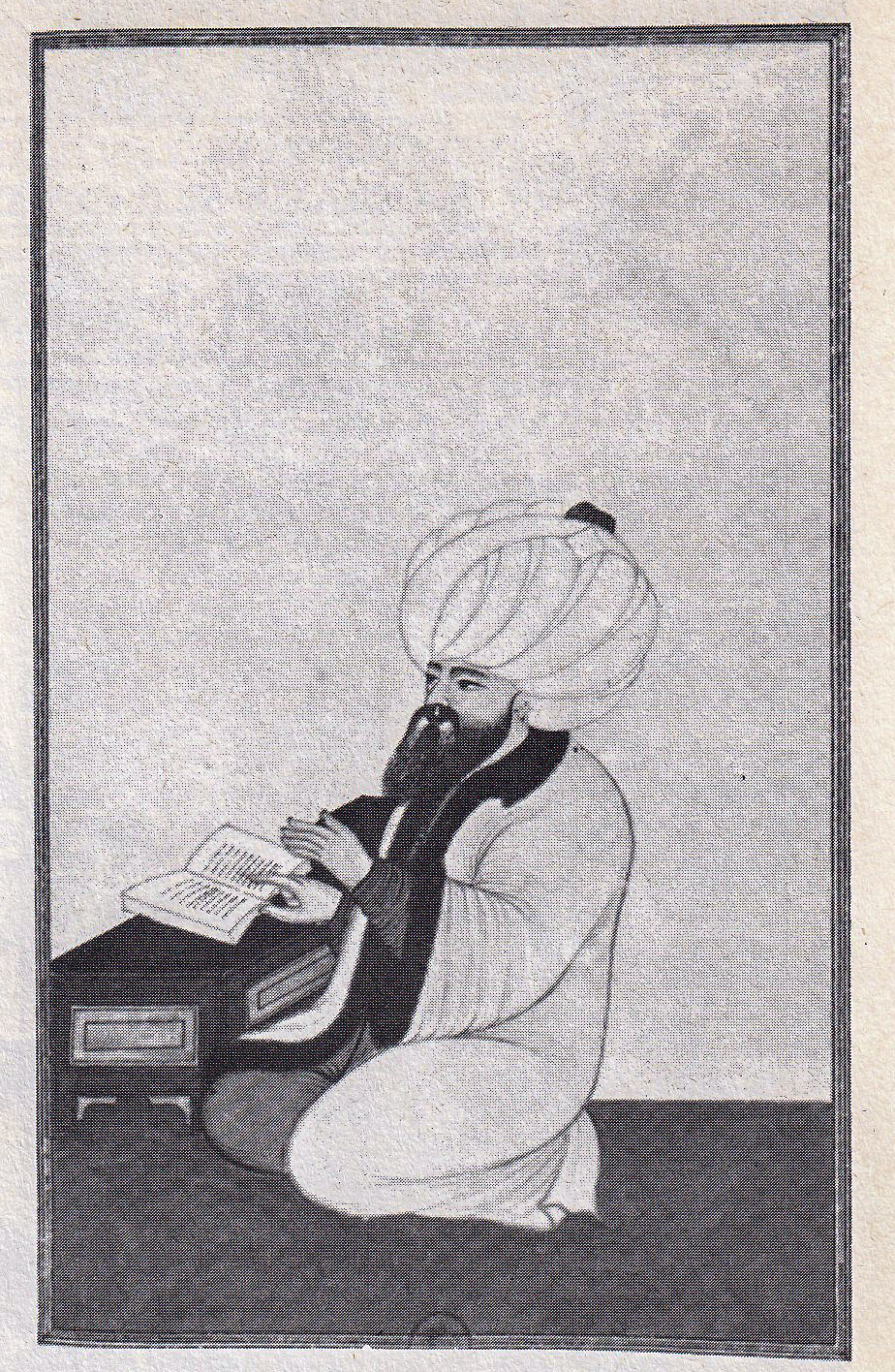
Sejhüliszlám ábrázolása (1688)

A sejk arab szó (شيخ), jelentése: ’öreg’. Eredetileg az arab törzsfők elnevezése, amelyet a szajjid (úr) mellett használtak, a törzsfőnek ugyanis idős, tapasztalt, bölcs embernek kellett lennie. Az iszlám korban tekintélyük, vagy társadalmi pozíciójuk miatt előkelő emberek címe lett (például sejkel-beled, a falu vezetője). A tudós osztály tagjait is így hívták.
A beduinok a törzsfőnököt nevezték sejknek.
Az Egyesült Arab Emírségekben az uralkodó címe sejk, mert hatalma alapja a törzsi rendszer.
Az iszlámban ma általában vallási vezetők tiszteletcíme. 
A dervisrendek a főnöküket nevezik sejknek,  és más elismert vallási tekintélyeket is így hívnak (például az egyiptomi vallási vezetőt, az Azhar-mecset nagy sejkje).

## Sejhüliszlám/ Sejk al-Iszlám
Arab kifejezés (’az iszlám sejkje’) → az egész iszlám főpapja. Azoknak a muszlimoknak a tiszteletcíme, akik kiemelkedő teljesítményt mutatnak fel, különösen a kalám és a fiqh területén.
Használata a 10. századtól kimutatható. Az Oszmán Birodalomban az isztambuli főmufti, az ulemák (jogtudósok) feje. Rangban a nagyvezír után következett. Az Oszmán Birodalomban a szultán mint kalifa nevezte ki, hogy vallási hatalmát képviselje. A 16. század elejétől jogi és vallási kérdésekben döntőbírónak ismerték el. Legfőbb politikai feladata a közérdekeket érintő jogi vélemények (fetva) kiadása volt, hozzá kellett fordulni például hadüzenet jóváhagyása, vagy új szabályok, előírások megerősítése érdekében. A sejk a kádik (bírák) és a muftik (jogi tanácsadók) feljebbvalója volt, ő felelt a dzsámikért és azok személyzetéért.